# 7-OH-DPAT
7-OH-DPAT je sintetičko jedinjenje koje deluje kao agonist dopaminskog receptora sa umerenom selektivnošću za D3 receptorski podtip, i sa niskim afinitetom za serotoninske receptore, za razliku od njegovog strukturnog izomera 8-OH-DPAT.